# Burg Loxten
Die Burg Loxten (lettisch Lokstenes viduslaiku pils) ist die Ruine einer um die Mitte des 13. Jahrhunderts erbauten Vasallenburg des Erzbistums Riga, erbaut am Ufer der Düna beim Dorf Lokstene nahe der lettischen Stadt Pļaviņas. Durch die Aufstauung der Düna sind die Überreste der Burganlage heute vollständig von Wasser bedeckt.

## Geschichte
Erstmalig (indirekt) genannt wurde die Burg Loxten 1354 bei einer Aufteilung bzw. einem Tausch von Ländereien zwischen dem Erzbischof Fromhold von Vifhusen und seinen Vasallen aus dem Geschlecht der Tiesenhausen. Sie wurde also vermutlich in der ersten Hälfte des 14. Jahrhunderts errichtet. Als Gegenstück errichtete 1373 der Livländische Orden auf der gegenüber liegenden Uferseite die Ordensburg Selburg. Nach einem Einfall litauischer Truppen im Jahre 1375 wurde Burg Loxten zerstört, aber bald daraufhin wieder aufgebaut. 
1437 übergab der Erzbischof Henning Scharpenberg Burg und Land an den Ritter Johann (Hans) von Loxten, nach seinem Tod ging der Besitz an seinen Adoptivsohn Arend (Arnt) Stockmann über. Zu jener Zeit entstand einen Kilometer nordwestlich das Anwesen Stockmannshof im heutigen Dorf Stukmaņi, das sich offenbar zunehmend zum neuen Mittelpunkt von Loxten entwickelte. Belegt ist die Herrschaft der Stockmanns bis 1601, als Georg Stockmanns Schwiegersohn K. Schröder in den Besitz von Loxten gelangte. 
Während der Polnisch-Schwedischen Kriege (1600–1629) wurde die bereits teilweise zur Ruine verfallene Burg Loxten mitsamt dem Anwesen zerstört und verlassen; 1629 wurde sie Schweden zugesprochen. Nach dem Großen Nordischen Krieg fiel Loxten an das zaristische Russland. 1733 wurde das Anwesen von A. von Bayer und seinem Sohn Andreas Georg von Bayer gekauft. Zu dieser Zeit wurde das alte Burggelände wieder besiedelt, mehrere Bauernhöfe und ein Kalkofen zur Verarbeitung von Mauerresten der Burg errichtet. 
Anfang des 20. Jahrhunderts war lediglich ein 67 m langes Mauerstück an der Nordost-Seite (Landseite) erhalten. Nach Einschätzung des Burgenforschers Karl von Löwis of Menar waren die anderen Mauern entlang der Düna (Süden) und des Loxten-Baches (Nordwesten) – vermutlich auf Grund des ausgezeichneten Schutzes der Steilufer – von schlechterer Qualität, sodass diese schneller verfielen als die Mauer mit direkten Landzugang. 
Nach dem Ersten Weltkrieg wurden auf dem Burggelände weitere Gebäude errichtet. 
1960 wurde mit dem Bau des Wasserkraftwerks Pļaviņas begonnen, in dessen Überschwemmungsgebiet auch die Burg Loxten lag. Zwischen 1962 und 1964 wurden bei archäologischen Ausgrabungen ca. 60 % der Siedlungsfläche von Loxten freigelegt. Als das Wasserkraftwerk 1965 in Betrieb ging, war von den Überresten der Burg nichts mehr zu erkennen. 

## Beschreibung
Die Burg wurde am Zusammenfluss zweier Flüsse auf einer mit bis zu 10 m hohen Steilufern umgebenen Landspitze errichtet, die im Nordwesten vom Mündungsbereich des Loxtenbaches und im Süden von der Düna begrenzt war. Im Nordosten befand sich der einzige Landzugang, der jedoch von einem 16 m breiten und 3 m tiefen Burggraben durchzogen war. Entlang dieser Begrenzungen wurden 1,5 m dicke Steinmauern errichtet, deren Qualität entlang der Steilufer geringer war als am Graben. Sie bestanden aus Dolomitsteinen, welche, typisch für an der Düna errichtete Burgen, direkt an den kalkhaltigen Ufern herausgebrochen wurden. Für die Burgmauern wurde ein sogenanntes Schalenmauerwerk verwendet; die Außen- und Innenseiten wurden mit sorgfältig behauenen Dolomit-Steinblöcken aufgeschichtet, während das Innere des Mauerkörpers mit allerlei zufälligem Steinmaterial und Kalkmörtel gefüllt wird. Im Burginnern befanden sich Wirtschafts- und Wohngebäude, die jedoch allesamt in Holzblockbauweise errichtet wurden. Ein etwa 2,5 m breites Tor befand sich in der nördlichen Ecke der Burg, am Ende der nordwestlichen Mauer. Möglicherweise existierte in der Mitte der nordwestlichen Mauer ein weiterer Eingang zur Burg, der über eine Brücke über die Loxtenbach-Schlucht führte.